# Wasserfall

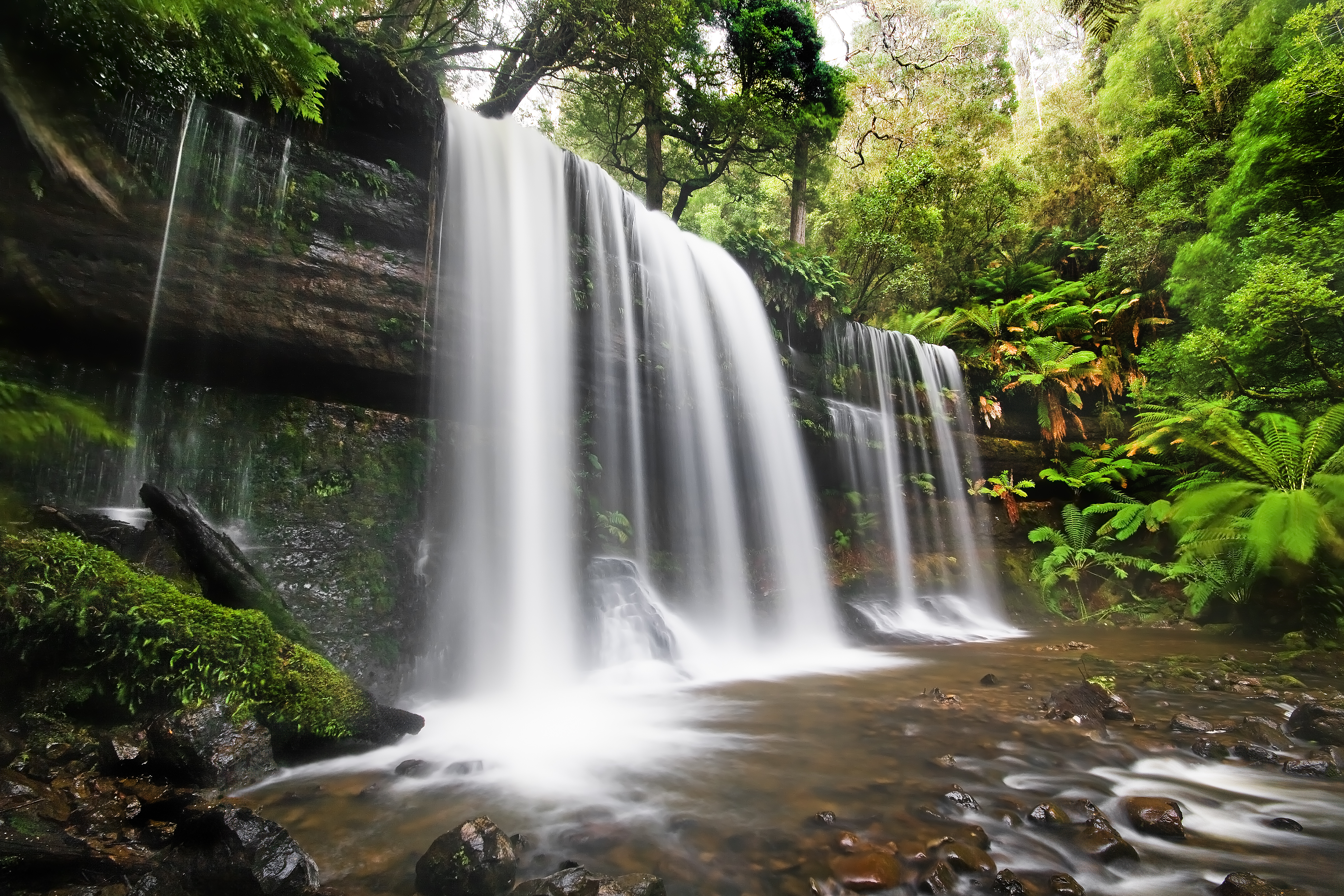
Wasserfall eines Baches in Australien

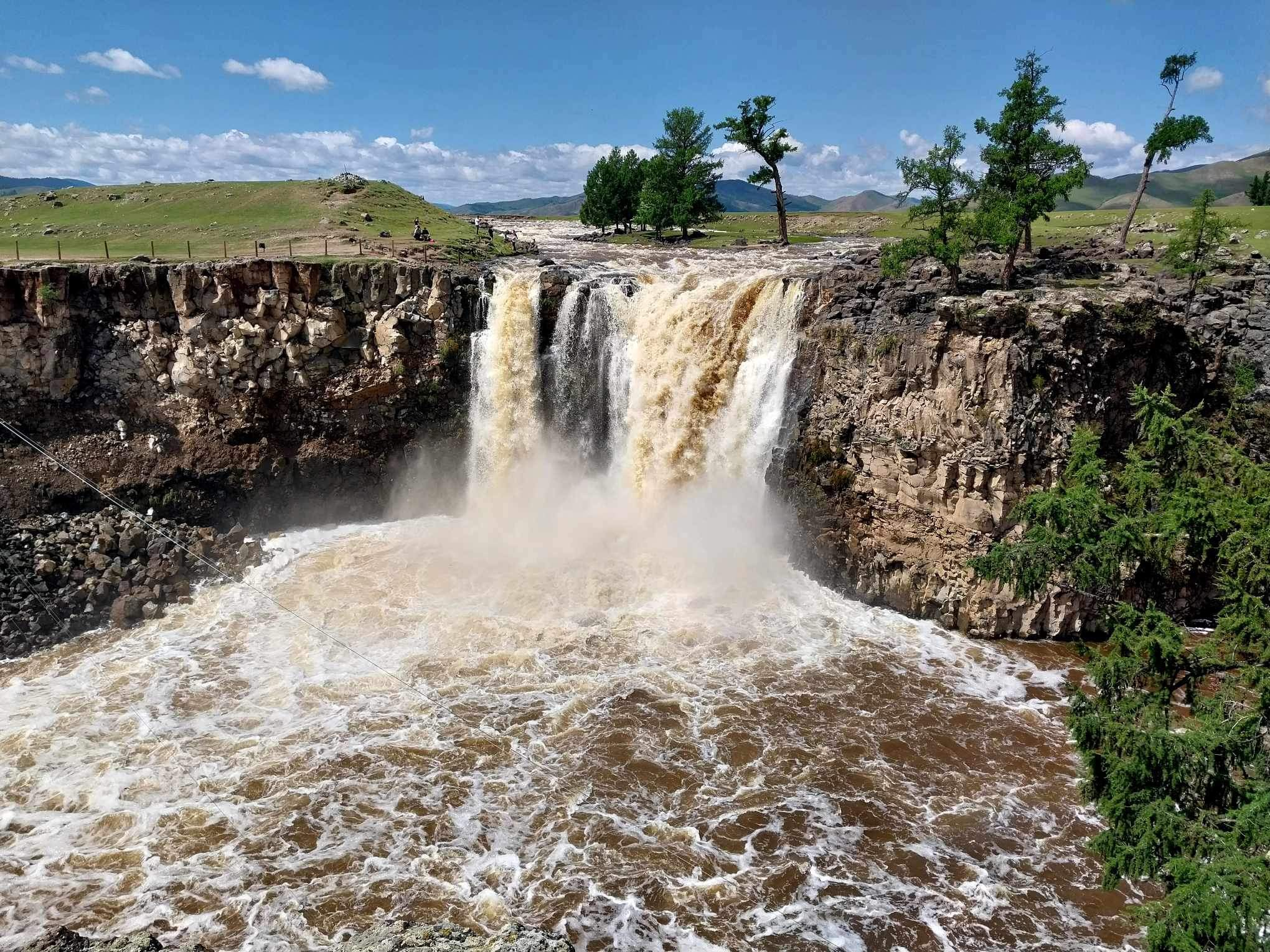
Wasserfall Ulaan tsutgalan in der Mongolei

Ein Wasserfall ist ein Abschnitt eines Fließgewässers (Fluss, Bach), an dem die Strömung, bedingt durch die Formung des Gesteinsuntergrundes, mindestens teilweise in freien Fall übergeht.
In der Vielfalt der Formen ist der klassische freie, senkrechte Absturz eher die Ausnahme. Meistens befinden sich gleitende Abschnitte in der Fallstrecke, die oft durch Bildung von Gumpen in stufige Absätze umgeformt werden. Je nach Steilheit der Talstufe können daraus treppenartige Kaskaden oder weitständige Abfolgen mehrerer Wasserfälle entstehen.

## Typische Merkmale von Wasserfällen

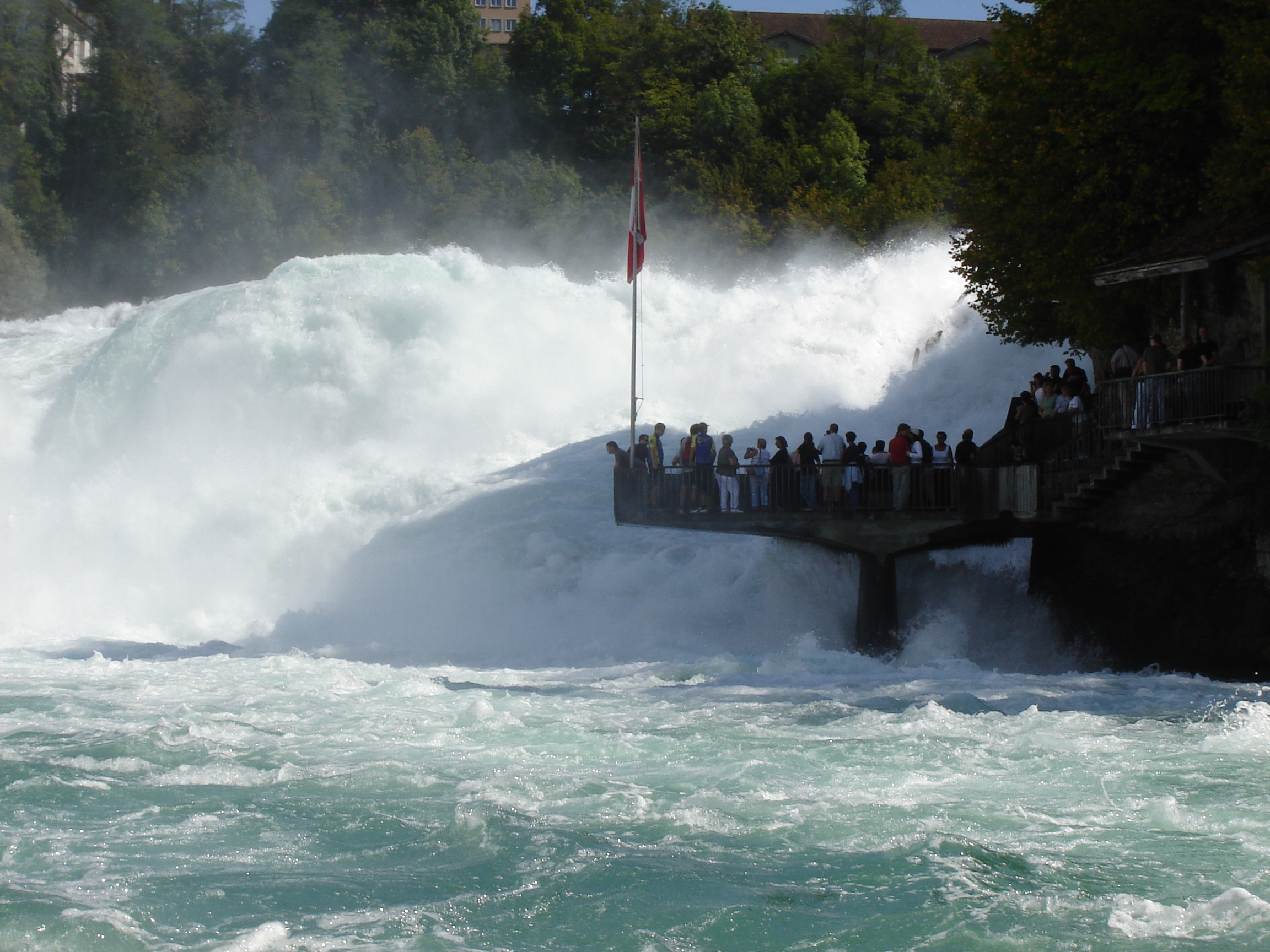
Rheinfall, dem Volumenstrom nach zweitgrößter Wasserfall Europas

Ein idealtypischer Wasserfall vereint folgende Merkmale:
- markant erhöhtes Gefälle auf mindestens 100 Prozent (45°; damit ist die vertikale Komponente größer als die horizontale)
- Zerfall des Wasserkörpers und dessen teilweise Ablösung vom Untergrund
- Spritz- und Weißwasser sind vorherrschend (Farbeffekt durch Lichtreflexionen an Grenzflächen Luft–Wasser)
- charakteristische Geräuschentwicklung
- ein mikroklimatisches Umfeld eigener Prägung

Bei Wasserfällen lassen sich verschiedene Abschnitte unterscheiden:
- Beginn der Fallstrecke: möglicher Übergangsbereich zum eigentlichen Wasserfall (vgl. Stromschnelle)
- Kopfzone: Bereich des Wasserfalls oberhalb der Fallzone, wo das Gewässer vom Fließen über das Schießen ins Fallen übergeht
- Fallkante: mögliche klar definierbare Stelle in der Kopfzone des Wasserfalls, wo das Gewässer vom Fließen unmittelbar ins Fallen wechselt
- Fallzone: Bereich des Wasserfalls zwischen der Kopf- und der Prallzone, wo das Wasser entweder frei, kaskadenartig oder schießend (gleitend) fällt
- Prallzone: Bereich des Wasserfalls unterhalb der Fallzone, wo das fallende, schießende oder zerstäubte Wasser aufprallt und sich wieder zu einem Gewässer sammelt (Merkmale: Nässe oder hohe Feuchtigkeit, eingeschränkte Vegetation)
- Gumpe: meist vorhandenes Tosbecken in der Prallzone des Wasserfalls mit starker Tiefenerosion
- Auslauf der Fallstrecke – möglicher Übergangsbereich zum normalen Wasserlauf, stromschnellenartig mit Auskolkungen.

Ein Wasserfall ist ein Ort besonders aktiven Naturgeschehens. Je nach Größe wirkt das Wasser unterschiedlich stark auf seine Umgebung ein. Das Prozessgefüge eines Wasserfalls kann beschrieben werden unter anderem anhand
- der Energieumsätze (Wasserführung × Fallhöhe)
- der Strömungs- und Reibungsvorgänge (beispielsweise Kavitation oder Ionisierung der Luft (Balloelektrizität, umgangssprachlich „Wasserfallelektrizität“ genannt))
- der Kolkbildung am Fuß des Wasserfalls
- der vermehrten Frostsprengung an Felsen im Gischtbereich
- der Windwirkung der Wasserfallwinde, einem lokalen Windsystem (Radialwind), ausgelöst durch die Abwärtsbewegung des fallenden Wassers
- der erhöhten Luftfeuchte

Das Naturgeschehen des fallenden Wassers ist vorwiegend Forschungsgegenstand der Physik (z. B. Strömungsmechanik) und auch der Hydrologie; die Formungsgeschichte, also die Veränderungen des Wasserfalls im Laufe der Zeit und ihre Regelhaftigkeiten, sind Gegenstand der Geomorphologie.

## Begriff und Abgrenzung

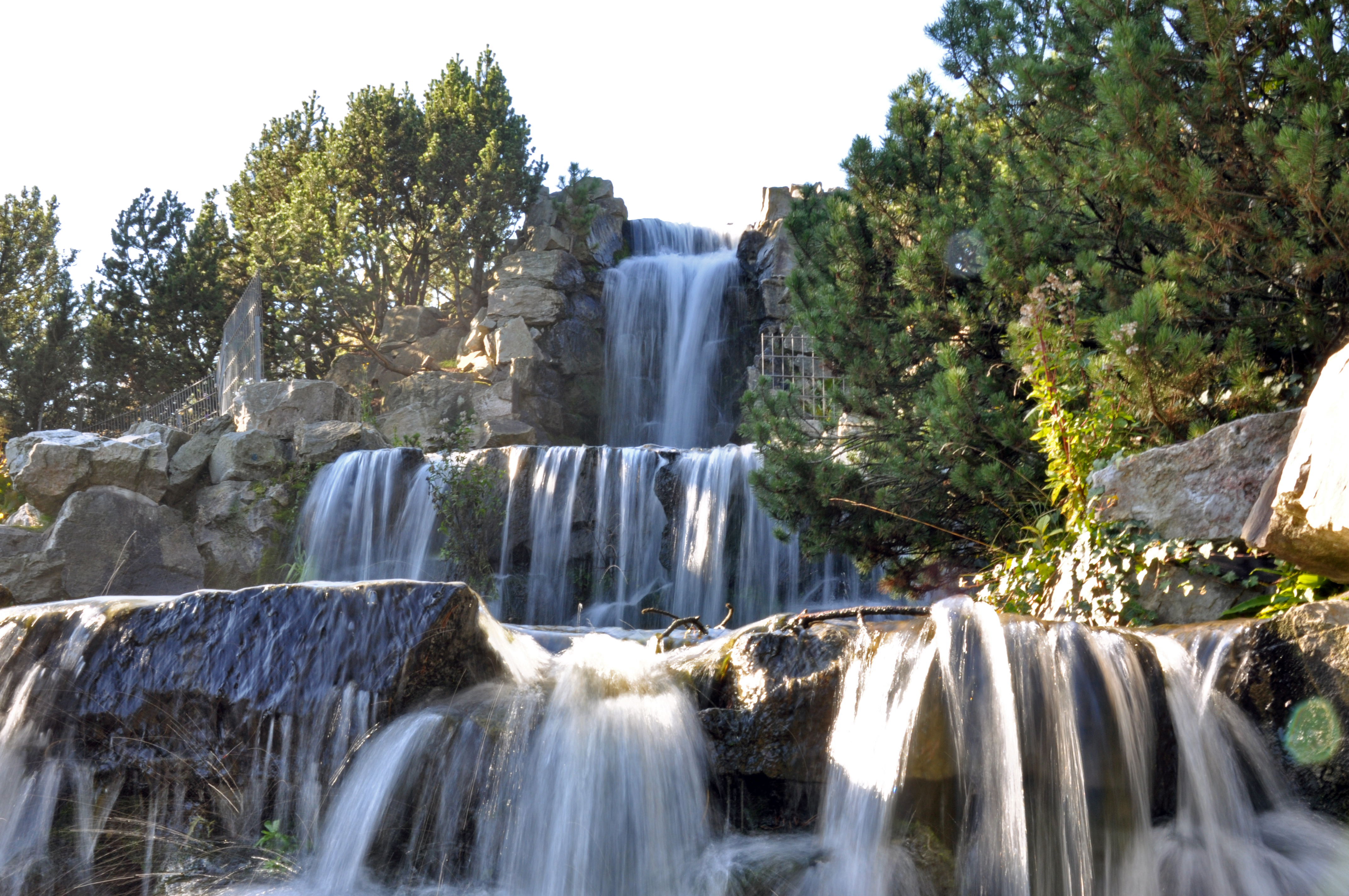
Wasserfallähnlich gestaltete Brunnenanlage (Grugapark, Essen)

Der allgemeinsprachliche, etwas unscharfe Begriff hat bei mehreren Merkmalen von Wasserfällen Untergrenzen:
- bei zu geringer Höhe spricht man nur noch von Katarakt,
- bei zu geringem Gefälle von Stromschnellen und
- bei zu geringer Wasserführung von Tropfenschleiern oder Rieselfällen. – Siehe auch die Bezeichnung Schleierfall in einigen Orten.

Weitere Abgrenzungen gibt es bei künstlichen Wasserfällen:
- Bei ausschließlichem Pumpbetrieb handelt es sich eher um spezielle Brunnenanlagen.
- Bei ausschließlich technisch-funktionaler Gestaltung (Schussrinnen bei Talsperren, Wehre) ist der Begriff Wasserfall ebenfalls nicht oder nicht mehr gebräuchlich (siehe nachfolgend bei Sonderfälle).

Begriffliche Sonderfälle:
- Bei Hangkanälen wurden wie ein Bach hangab fließende Abschnitte als Wasserfall bezeichnet (Beispiel: oberer Teil des Nabentaler Wasserfalls im Harz).
- Mit dem mühlentechnischen Fachbegriff Wasserfall wurde das auf das Wehr und auf das Mühlrad konzentrierte Gefälle des Gewässers bezeichnet.
- Seewasserfall: saloppes Sprachspiel, bezieht sich auf Lage in kurzem Fließgewässer zwischen Seen.
- Gezeiten-Wasserfall: Die Cygnus Bay[1] sowie die Horizontal Falls in der Talbot Bay, beide in Westaustralien, sind wasserfallähnliche Phänome im Meer. Sowohl im Englischen (tidal waterfalls[2]) als auch im Deutschen werden sie als Gezeiten-Wasserfälle[3] beschrieben.
- Unterseeischer Wasserfall: saloppes Sprachspiel, bezieht sich auf fallende Meeresströmungen, getrieben durch von Temperatur oder Salzgehalt herrührende Schwereunterschiede.

Ein Beispiel für die schwierige Abgrenzung zwischen Wasserfällen und Stromschnellen ist der Sarpsfossen in Norwegen, der vor dem Bau des Kraftwerks auf einer Strecke von gut 40 Metern eine Fallhöhe von etwa 18 Metern aufwies. Heute ist nur noch die untere natürliche Fallstrecke mit einer Höhe von 12 Metern vorhanden. Wollte man ihn, wie in Norwegen üblich, als Wasserfall betrachten, wäre er vor dem Kraftwerksbau bei einer mittleren Wasserführung von 577 m³/s vor Dettifoss und Rheinfall Europas mächtigster Wasserfall gewesen.

## Entstehung und Typen

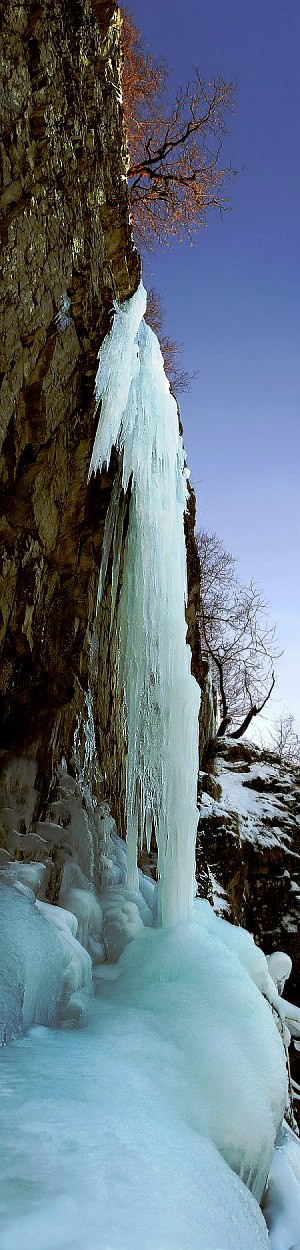
Vereister Wasserfall an einer Felswand in der Rhön

Generell hat ein Fließgewässer die Tendenz, durch rückschreitende Erosion und durch seine Schleppfracht (Transport von Sand, Kies usw.) Gefällebrüche abzuschwächen und ein ausgeglichenes Längsprofil auszubilden. Diese Tendenz steht der Bildung von Wasserfällen entgegen, so dass sich Fallstufen nur bei besonderen Gegebenheiten bilden und erhalten.
Es lassen sich zwei wesentliche Arten von Fallstufen mit Untergruppen unterscheiden:
- Fallstufen, die durch die Fließdynamik des Gewässers selbst bedingt oder wesentlich mit bedingt sind

Beispiele für destruktive, durch Erosionsprozesse sich formende Wasserfälle
- Wasserfälle bilden sich besonders oft dort, wo unter widerstandsfähigem Gestein leicht ausräumbares folgt. Am Übertritt des Wassers in den Bereich, wo das weichere Gestein ausstreicht, entsteht aus einer anfänglichen Auskolkung eine Stufe mit Gumpe und schließlich die Unterspülung des härteren Gesteins. Über dieser Höhlung bricht mit der Zeit das Gestein nach. Die Lage des Wasserfalls verschiebt sich dadurch im Laufe der Zeit stromaufwärts. Diesen Formungsprozess nennt man auch „rückschreitende Erosion“. Berühmtestes Beispiel sind die Niagarafälle. Sehr viele kleine Fälle dieser Art findet man beispielsweise im Südwestdeutschen Schichtstufenland. Ähnlich verhält es sich bei den meisten Fällen Islands, wo Basaltdecken als Fallbildner wirken.

Weshalb ein Wasserfall infolge von Auskolkung rückwärts wandert

- Auch in nahezu homogenem Gestein wie Granit oder Porphyr können sich aus Kolken über Stufen mit Gumpen formschöne Kaskadentreppen formen wie beispielsweise die Sieben Bütten. Dies gilt auch für Höhlenwasserfälle und eine ihrer Sonderform, die Gletschermühlen.

Beispiele für konstruktive, durch Mineralausfällung sich formende Wasserfälle
- Wasserfälle, die sich durch Karbonatausfällung an zunächst kleinen Gefällestufen (lokaler Druckabfall an der Fallkante) nach und nach aufbauen. Die Terrassenkanten aus Travertin (auch Kalktuff genannt) können bis um 100 m Höhe erreichen, besonders zahlreich in Karstgebieten. Beispiele sind die Plitvicer Seen, der Uracher Wasserfall oder, als größter dieser Wasserfälle, der Huangguoshu-Wasserfall in China. Auch an Steinernen Rinnen können sich Wasserfälle bilden.

- Fallstufen, die bereits ohne nennenswertes Zutun des Fließgewässers gegeben sind

Beispiele für sich verstärkende oder regenerierende Fallstufen:
- Wasserfälle, die über Geländestufen aktiver Verwerfungen hinabstürzen. Hierzu kann man auch Gletschermühlen zählen, die Gletscherspalten hinabstürzen.
- Wasserfälle, die über Brandungskliffs ins Meer stürzen ('Brautschleier' bei Seixal auf Madeira, Kieler Wasserfall auf Rügen)
- Wasserfälle von Nebenbächen, die der stärkeren Tiefenerosion des Vorfluters nicht folgen können und daher eine Mündungsstufe hinabstürzen (Raumünzacher Wasserfall im Murgtal, Wasserfall des Bornichbaches am Mittelrhein)
- Wasserfälle von Nebenbächen, die über Prallhängen von Vorflutern münden und daher eine Mündungsstufe hinabstürzen (Tannegger Wasserfall in der Wutachschlucht)

Beispiele für gegebene, sich nicht regenerierende Fallstufen:
- Talstufen, die durch eiszeitliche Gletscher entstanden sind (Mitunter sehr hohe Wasserfälle, manchmal fast ohne eigene Überformung der Felsstufe, manchmal mit Klamm- oder Kaskadenbildung)
- Wechsel von widerstandsfähigem zu leicht ausräumbarem Gestein oder freigelegter Wechsel zu Lockermaterialien wie am Rheinfall
- Querende Verwerfungsfugen mit leicht ausräumbarem zerrüttetem Gestein (Großer Ravennafall im Höllental) oder große Klüfte (wichtiger Faktor der Detailausformung von Fallstufen, beispielsweise bei den Triberger Wasserfällen)
- Natürliches Abkürzen von Talwindungen (meist Abschnürung gebundener Mäander oder ähnlich: Abkürzung eines Nebenbaches direkt zum Hauptfluss). Beispiele: Cirque de Navacelles in den Cevennen, Schlichemklamm bei Rottweil
- Künstliche Abkürzungen von Gewässerläufen (Wasserkraftnutzung, Hochwasserschutz, oft nur Vorgriff zu erwartender natürlicher Entwicklung). Beispiele: Wasserfälle von Coo und Elzbach-Wasserfall bei Pyrmont.
- Rückläufe aus künstlichen Zuleitungen zu ehemaligen Wasserkraftanlagen (natürliche Weiterformung abgeschlossener anthropogener Geländeformen). Beispiele: Spiegeltaler Wasserfall im Harz, Blauenthaler Wasserfall im Erzgebirge
- Künstliche Gefällebrüche durch Steinbrüche in Talsohlen (natürliche Weiterformung abgeschlossener anthropogener Geländeformen). Beispiele: Krenkinger Wasserfall im Tal der Steina, Laubachfälle im Neandertal
- Als solche gestaltete künstliche Wasserfälle. Beispiele: Radauwasserfall; Wasserfälle im Bergpark Wilhelmshöhe in Kassel

Zwischen diesen Typen gibt es zahlreiche Übergangs- und Mischformen. Beispielsweise kommen in glaziär geprägtem Relief oft gerundete Längsprofile von Steilstufen vor. Hängetäler (Seitental, das hoch über dem Boden eines gletschergeformten Trogtales mündet) können ganz allmählich in die Wand eines Trogtales übergehen und diese wiederum in die breite Talsohle. Die Auskolkung führt erst im Zuge weiterer Überformung durch den Wasserfall zu einer ausgeprägten Prallzone bzw. zu einer kaskadenartigen Stufenfolge in der Kopfzone des Falles.

## Bekannte Wasserfälle
Besonders hohe Wasserfälle
- Der Salto Ángel im südöstlichen Venezuela stürzt vom Tafelberg Auyan-Tepui 978 Meter in die Tiefe; damit ist er der höchste Einzel-Wasserfall der Erde. Nachdem sich das zerstäubte Wasser wieder zu einem Fluss gesammelt hat, stürzt es über eine Steilstufe im Wald abermals in die Tiefe. Beide Fälle haben zusammen sogar fast 1200 m Fallhöhe (Vor einigen Jahren wurde im Südosten Venezuelas sogar ein Doppelfall mit einer Gesamthöhe von 1250 Metern entdeckt, der vom abgelegenen Marahuaca-Tepui herabstürzt).
- Die fünfstufigen Tugela Falls befinden sich im Royal Natal National Park der südafrikanischen Provinz KwaZulu-Natal und haben eine Gesamthöhe von 948 Metern.
- Der peruanische Gocta galt eine Zeit lang nach seiner Entdeckung vor wenigen Jahren mit 771 Metern Höhe (Doppelfall) als dritthöchster Wasserfall der Erde.
- Die dreiteiligen Yosemite Falls befinden sich im Yosemite-Nationalpark und werden mit einer Gesamthöhe von 739 m als die höchsten Wasserfälle von Nordamerika bezeichnet.

Das größte Wassergefälle der Erde befindet sich übrigens unter Wasser; an der Dänemarkstraße strömt das Meerwasser 600 Meter unterhalb des Meeresspiegels auf 4000 Meter hinab. Hierbei handelt es sich allerdings nicht um einen Wasserfall, sondern um eine absinkende Meeresströmung.
Besonders breite Wasserfälle
- Die Iguazú-Fälle in Südamerika, am Iguazú-Fluss an der Grenze zwischen Brasilien und Argentinien, Höhe: 72 m, mittlerer Durchfluss: 1740 m³/s, verteilen sich über eine Fallkante von 2700 Metern Länge.
- Die Viktoriafälle des Sambesi, zwischen Simbabwe und Sambia, bilden im Februar und März den größten „Wasservorhang“ der Welt mit einer Breite von 1708 m und einer Fallhöhe von 99 m. Der mittlere Durchfluss beträgt 1090 m³/s, maximal ca. 9100 m³/s.
- Die teils nur kataraktartigen Khone-Fälle des Mekong bilden eine durch große Inseln aufgeteilte Fallfront von rund zehn Kilometern Länge.

Besonders wasserreiche Wasserfälle
- Die Khone-Fälle des Mekong mit ihrer durch große Inseln aufgeteilten Fallfront von rund zehn Kilometern Länge.
- Die Dry Falls sind ein Ensemble von Geländeformen im US-Bundesstaat Washington, die ein katastrophales Geschehen der jüngeren Erdgeschichte Dokumentieren. Während der Missoula-Fluten führten sie die zehnfache Abflussmenge aller heute bestehenden Flüsse. Sie waren 5600 m breit und 120 m hoch und damit die größten bekannten Wasserfälle der Erdgeschichte.
- Die Guaira-Fälle oder Sete-Quedas-Fälle des Paraná galten als die nach ihrem Volumen größten Wasserfälle der Erde, bis sie 1982 durch die aufgestauten Wassermassen des Itaipú-Damms überflutet wurden. Wenig später ließ die brasilianische Regierung sie teilweise sprengen, damit die Navigation auf dem Stausee erleichtert wurde. Somit ist eine etwaige Renaturierung unmöglich gemacht worden.
- Die Niagarafälle zwischen den USA und Kanada, Höhe: bis 59 m, mittlerer Durchfluss: ca. 6000 m³/s, sind die wasserreichsten Fälle Nordamerikas.
- Der Salto Pará des Río Caura (Nebenfluss des Orinoco) ist mit einer mehrfach unterbrochenen Fallkante von insgesamt 64 Metern Höhe und rund 5 Kilometern Länge nicht nur einer der breitesten Wasserfälle der Welt, sondern mit rund 3500 m³/s auch einer der wasserreichsten.
- Der Cachoeira de Paulo Afonso des Rio São Francisco stürzt 81 Meter tief in eine Schlucht bei einer Wasserführung von rund 2830 m³/s (starker Wasserentzug durch ein Wasserkraftwerk).

Wasserfälle in Deutschland, Österreich und der Schweiz
- In den Triberger Wasserfällen stürzt die Gutach über zwei Falltreppen von ca. 10 m und ca. 85 m Höhe (mit sieben Stufen) in den Triberger Talkessel. Es ist Deutschlands wohl bekanntester Wasserfall, wiewohl mit insgesamt 163 m nicht, wie traditionell attestiert, sein höchster.
- Der Röthbachfall im Berchtesgadener Land am Obersee (Nähe Königssee) ist mit etwa 470 m Gesamt- und 380 m reiner Fallhöhe der höchste Wasserfall in Deutschland, zwar weit sichtbar, aber schwer zu erreichen.
- Die Krimmler Wasserfälle, eine Folge wuchtiger Flusswasserfälle von 140, 100 und 140 Metern Höhe, gelten als die höchsten Wasserfälle Österreichs.
- Der Mürrenbachfall ist mit einer Fallhöhe von 417 m die höchste Einzelfallstufe der Schweiz.[4][5]
- Die Serenbachfälle am Walensee sind eine dreistufige Kaskade mit insgesamt 585 m Fallhöhe, wobei die mittlere Fallstufe mit 305 m der zweithöchste Wasserfall der Schweiz ist.[6][5][7]
- Der Rheinfall bei Neuhausen in der Schweiz ist neben dem Dettifoss in Island der größte Wasserfall Europas, Höhe: um 22 m, mittlerer Durchfluss: 373 m³/s (mittlerer Durchfluss im Sommer: ca. 700 m³/s).
- Der 297 Meter hohe frei herabstürzende Staubbachfall ist mehrfach literarisch gewürdigt worden und besonders durch Lord Byron und Johann Wolfgang von Goethe bekannt geworden.[8]
- Die Reichenbachfälle in der Schweiz sind eine Folge von sieben Stufen mit insgesamt 250 Metern Höhe. Sie wurden durch eine Szene des Endkampfs zwischen Arthur Conan Doyles fiktiven Figuren Sherlock Holmes und Professor Moriarty bekannt.
- Die Engstligenfälle bei Adelboden weisen mit zwei Hauptstufen insgesamt rund 370 m Fallhöhe auf.[7]

Bekannte Wasserfälle Europas
- Der Dettifoss der Jökulsá á Fjöllum, Island ist neben dem Rheinfall größter Wasserfall Europas, Höhe: 44 m, mittlerer Durchfluss: 193 m³/s.
- Nur wenig kleiner ist der Tännfors in Schweden. Je nach Jahreszeit stürzen 400 bis über 750 m³/s Wasser des Sees Tännsjön 37 Meter tief in den See Östra Noren.
- Die Gavarnie-Fälle in den Pyrenäen sind mit 422 m Fallhöhe der höchste Wasserfall Frankreichs und werden oft als zweithöchster Wasserfall Europas tituliert.
- Der Vøringsfoss ist ein 183 m hoher Wasserfall in der Hardangervidda in Norwegen, unmittelbar an der Straße Oslo–Bergen gelegen.

Als Wasserfall benannte Katarakte und Stromschnellen
Mehrere so genannte Wasserfälle sind nur als Katarakt oder Stromschnelle anzusprechen. Bekannt sind:
- Die Inga-Fälle sind eine 40 m hohe Kataraktstrecke von knapp zehn Kilometern Länge im Zuge der auch Livingstonefälle genannten Stromschnellen, in denen der Kongo die Niederguineaschwelle durchquert. Mit einer Wasserführung von im Mittel 41.000 m³/s sind sie die mit Abstand bedeutendsten Katarakte der Erde.
- Die Boyomafälle des Lualaba, Oberlauf des Kongo (Demokratische Republik Kongo) sind eine Folge von 7 Katarakten bis 5 m Höhe, in der der Fluss 60 m Höhe auf rund 100 km Länge verliert (jährliches Abflussmittel: 17.000 m³/s).

## Ökologische Aspekte
Wasserfälle stellen für flussaufwärts ziehende Fischarten ein Hindernis dar, welches von den daran angepassten Arten (z. B. Lachs) überwunden werden kann. Daher wurde beispielsweise der Saynbach-Wasserfall im November 2008 beseitigt.
Zur Überwindung kleinerer, vor allem künstlich angelegter, Wasserfälle und Staustufen werden mancherorts Fischtreppen errichtet.
In Klimagebieten mit längeren Trockenphasen können im Umfeld größerer Wasserfälle inselhafte, humide Lebensräume entstanden sein; bekannt hierfür ist besonders das Umfeld der Viktoriafälle.

## Kulturlandschaftliche Aspekte

### Typische Wasserfallnamen
Die Namen von Wasserfällen beziehen sich oftmals auf immer wieder ähnliche Merkmale und Auffälligkeiten wie die Dynamik der Bewegung, die Lichteffekte und Geräusche oder lokale Mythen. Umgekehrt kann auch die Umgebung nach dem Wasserfall benannt sein. Im Folgenden sind Namensbeispiele nach typischen Bezügen gegliedert. Ausgenommen sind alleinige Bezüge zum jeweiligen Fluss, Tal oder nahen Ort.
Die Bewegung und Form des Falls beschreibend
- Drömmeler Sprötz (Eifel)
- Geltenschuss (Schweiz)
- Gieß von Veringendorf (Schwäbische Alb)
- Hochfall (Bayerischer Wald)
- Hoher Gießel (Schwäbische Alb)
- Kühseich (Schwäbische Schichtstufen; „Kuh-Pissstrahl“)
- Pfersag-Wasserfall (Fränkische Alb; gesprochen „Pfersaach“, also „Pferde-Pissstrahl“)
- Pisciadú (Dolomiten; ladinisch: „Wasserfall“)
- Pissevache (Rhonetal; „Kuh-Pissstrahl“)
- Scheuche (Eichsfeld)
- Schleierfälle (Alpenvorland)
- Sieben Brunnen (Südtirol)
- Strahlbrusch (Südschwarzwald)
- Stroll (Rothaargebirge; „Pissstrahl“, auch „Kalte Spring“ genannt)
- Wasserbaum (Leinebergland)
- 白糸の滝 Shiraito no taki (japanisch: „Weiß-Faden-Wasserfall“), zum Beispiel in Fujinomiya und Itoshima

Das Geräusch des Falls hervorhebend oder lautmalend
- Augrabies (Südafrika;Khoisan/San: (Aukoerebis) „Ort des tosenden Lärms“)
- Doos (Fränkische Alb)
- Elsachbröller (Schwäbische Alb)
- Klingender Wasserfall (Fränkische Alb)
- Die Rausch (Eifel)
- Ruschbachfall (Südschwarzwald)
- Thusfall (Fichtelgebirge)

Auf Gischt- und Lichteffekt anspielend
- Cascade Blanche (La Réunion; „Weißer Wasserfall“)
- Dampfloch (Wutach)
- Dudhsagar (Goa, Indien; Konkani: „Milchsee“)
- Epupa-Fälle (Angola/Namibia; Otjiherero: „Schaum“)
- Gullfoss (Island; „Goldwasserfall“)
- Mosi-oa-Tunya (Lozi (Sprache): „donnernder Rauch“, Bezeichnung für die Viktoriafälle)
- Stuibenfall
- Tisissat (Äthiopien; amharisch: „Wasser, das raucht“)

Die Topographie beschreibend oder nennend
- Bodekessel (Harz)
- Büstenlochfall (Nordschwarzwald)
- Hangloch-Wasserfall (Südschwarzwald; Todtnauer Wasserfall)
- Hohler Stein (Schwäbische Schichtstufen)
- Höll-Wasserfälle (Südschwarzwald)
- Hukou (Gelber Fluss; „Ausgießer“, „Flaschenhals“)
- Kammerlochwasserfälle (Nordschwarzwald)
- Kaskadenschlucht (Rhön)
- Kieler Wasserfall (Rügen; Kiel: Grat in der Talgabel oberhalb)
- Neunzehn Löcher (Lahn-Taunus)
- Ravennafall (Schwarzwald; Bezug auf frz. „Ravin“ für Schlucht)
- Rissfälle (Vogtland; Riss als Bezeichnung für einen Hangkanal)
- Rieslochfälle
- Röllchen (Thüringer Wald; „Rillchen“ für die Kleinschlucht)
- Sieben Bütten (Schwarzwald; Allerheiligen-Wasserfälle)
- Steinerne Renne (Harz)
- Steinerne Rinne (Alpenvorland)
- Wachsender Bach (Schwäb. Schichtstufen)

Geräusch als Eigenschaft des Tosbeckens
- Brusekessel (Lennegebirge)
- Donnerloch (Hunsrück)
- Krai Woog Gumpen (Südschwarzwald; „Schreitümpel“)
- Rauschkümpel (Hunsrück)

Fallgeschehen als Eigenschaft des Tosbeckens
- Schiessentümpel (Luxemburgische Schweiz)

Der Fall und seine Bewegung als Eigenschaft der Fallwand
- Plästerlegge (Rothaargebirge; „Plätscherschiefer“)
- Schießlay (Eifel; Klidinger Wasserfall)
- Tränenlay (Eifel)
- Tretstein (Südrhön, „Trätsch-Stein“)
- Triefender Stein (Thüringer Wald)
- Wasserfelsen (Schwarzatal, Südschwarzwald)

Fallgeschehen als Merkmal des Baches oder Tals
- Fallender Bach (Odenwald)
- Föllbachfall
- Sturzdobel (Wutachschlucht)

Auf beängstigende Wirkungen anspielend
- Höllenloch (Lahntal, auch Förstertreppchen genannt)
- Teufelskessel (Südschwarzwald)
- Trou de Fer (La Réunion; eigentl. Trou d’enfer: „Höllenloch“)

Auf Kultur, Sagen und Begebenheiten Bezug nehmend
- Allerheiligenfälle (Nordschwarzwald)
- Barnafoss (Island; Bezug auf ertrunkene Kinder)
- Dragonersprung (Schwäbische Alb)
- Edelfrauengrab-Wasserfälle (Nordschwarzwald)
- Förstertreppchen (Lahntal, auch Höllenloch genannt)
- Hinkelskret-Wasserfall (Saarland; „Kükenversteck“)
- Katharinafälle (Bodensee)
- Nixenteich (Rhön)
- Tanzlay (Eifel)
- Tatzelwurm (Bayerische Alpen)
- Teufelsbadstube (Fränkische Schichtstufen)
- Teufelsmühle (Rhön)
- Teufelsmühle (Nordschwarzwald)
- Tusculum (Südschwarzwald)

Auf Auswirkungen des Falls anspielend
- Forellensprung (Schwäbische Schichtstufen)
- Wachsender Bach (Schwäbische Schichtstufen)

Auf den Wasserfall bezogene Toponyme der Umgebung
- Pisciadú (Nördlicher Teil der Sella in den Dolomiten, bezogen auf den gleichnamigen Pisciadú, ladinisch: „Wasserfall“)
- Semonkong (Kleinstadt in Lesotho; „Platz des Rauchs“, bezogen auf den Maletsunyane-Wasserfall)
- Stübenbach (Bezug auf den Todtnauer Wasserfall, Südschwarzwald)
- Wasserfall (Dorf in Nordrhein-Westfalen, bezogen auf die Plästerlegge)

## Bilder
- Video des Rheinfalls in Neuhausen, Schweiz

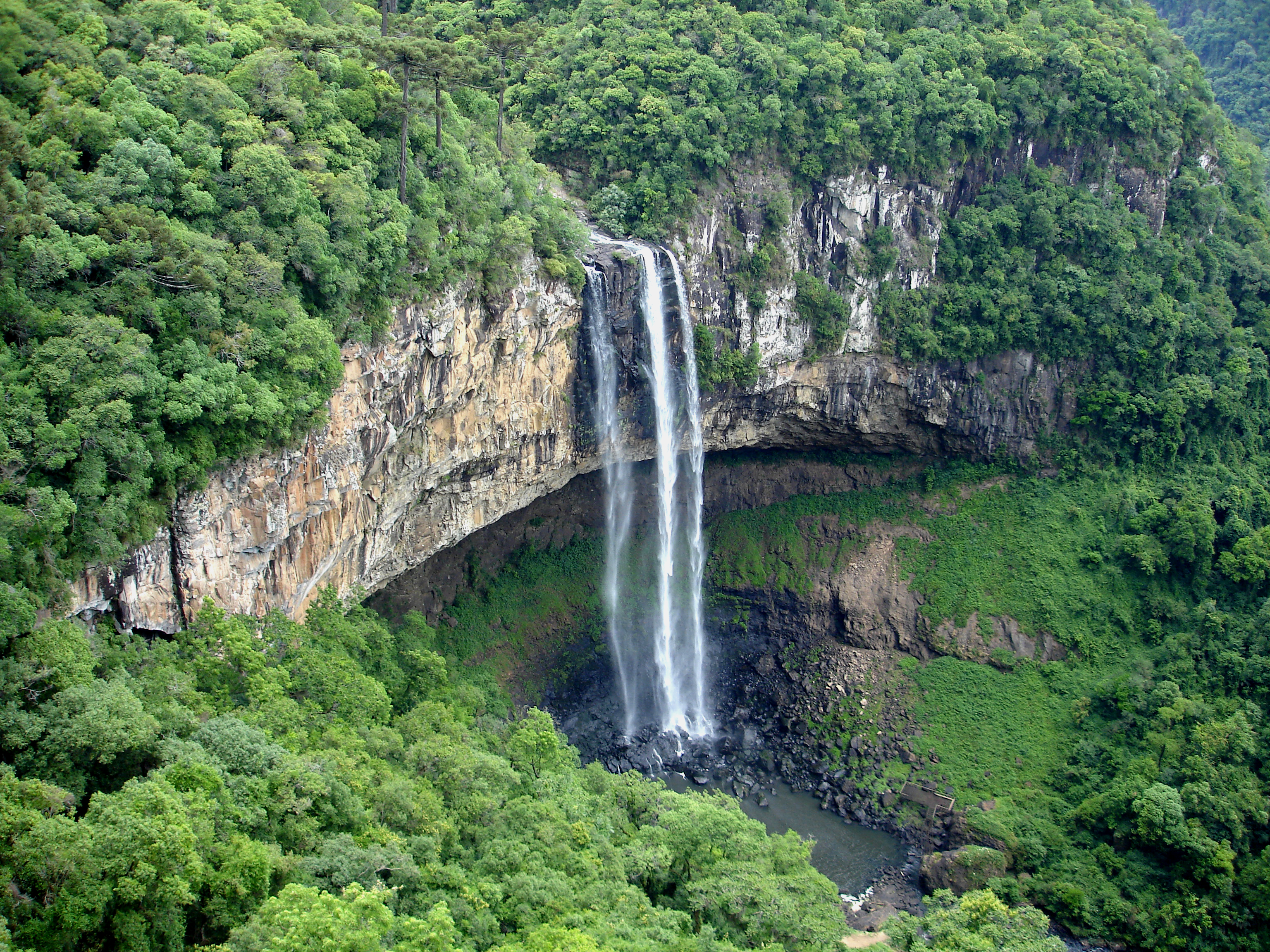
Wasserfall im Caracol, Brasilien
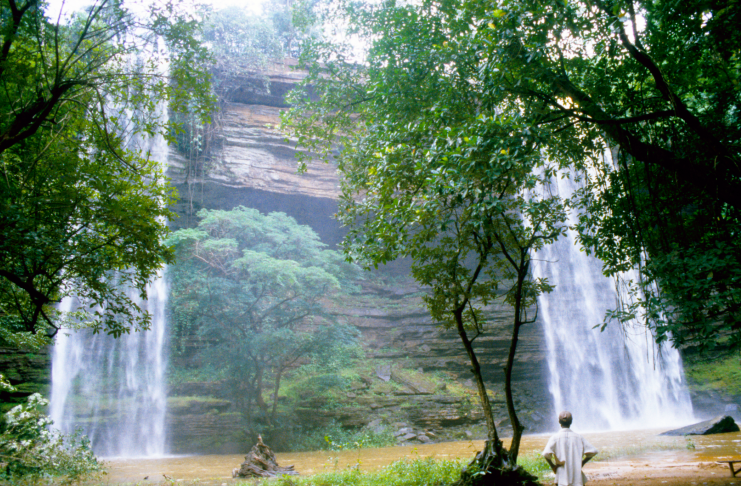
Boti Falls, Ghana-Eastern Region, bei Niedrigwasser, hier sind Tosbecken und die Auskolkung gut zu erkennen
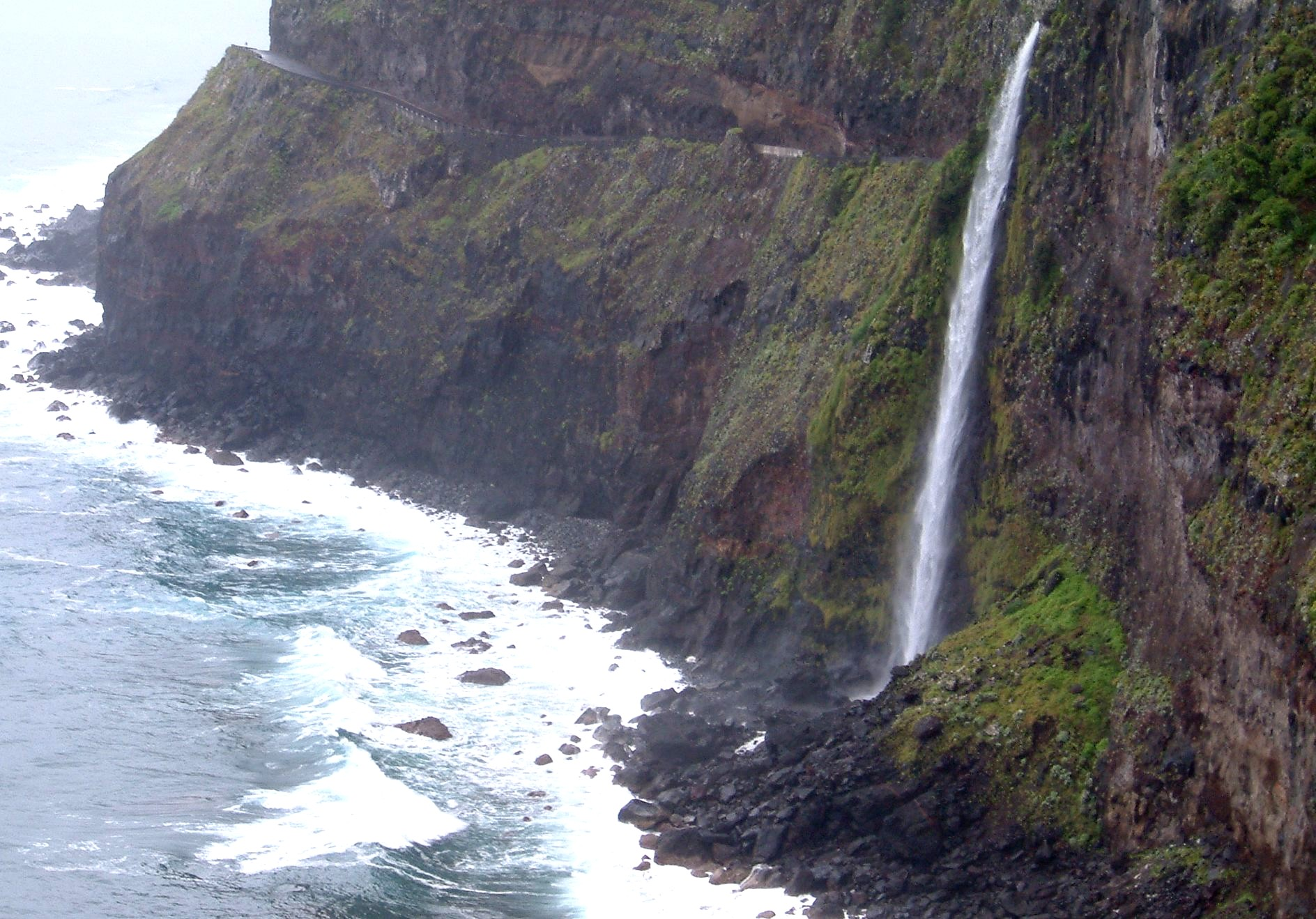
„Brautschleier“-Fall in den Atlantik, Nordküste von Madeira
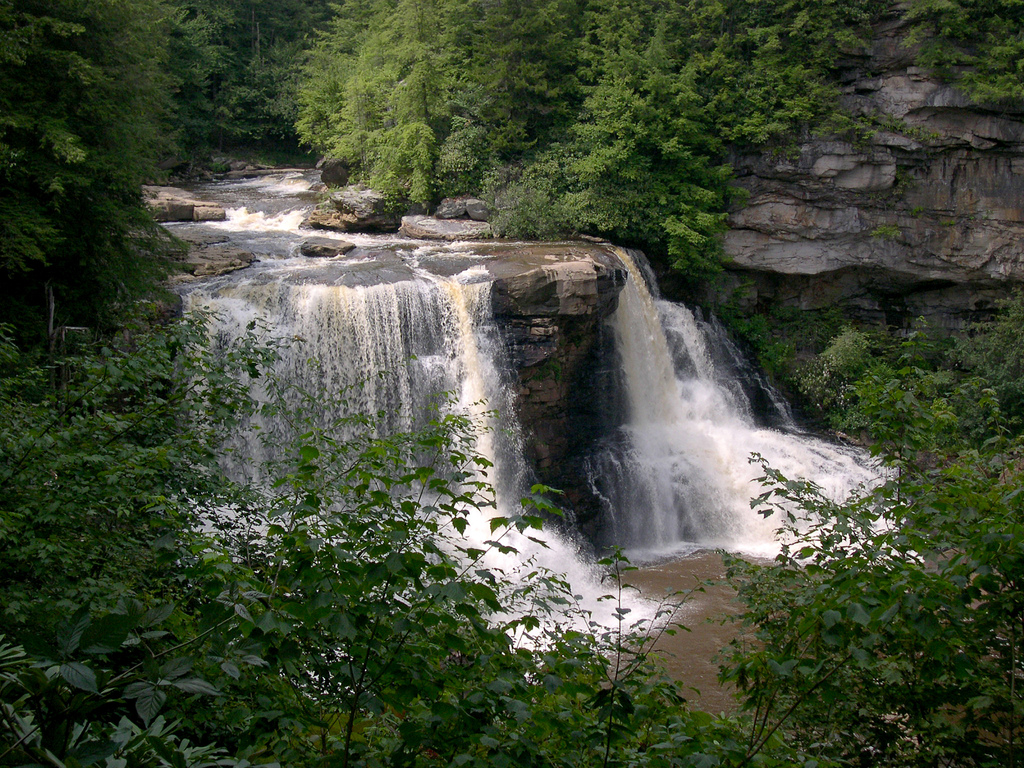
Black Waterfalls, West Virginia, USA
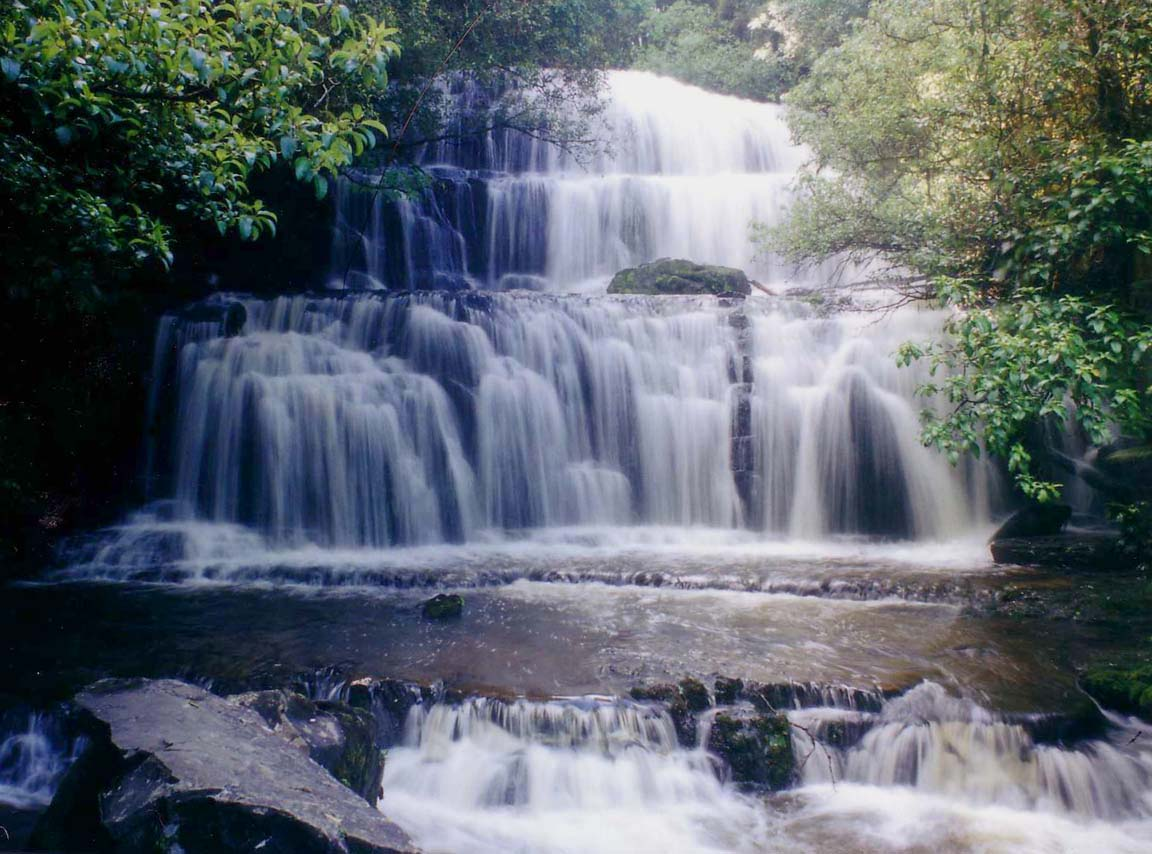
Purakaunui Falls, Neuseeland
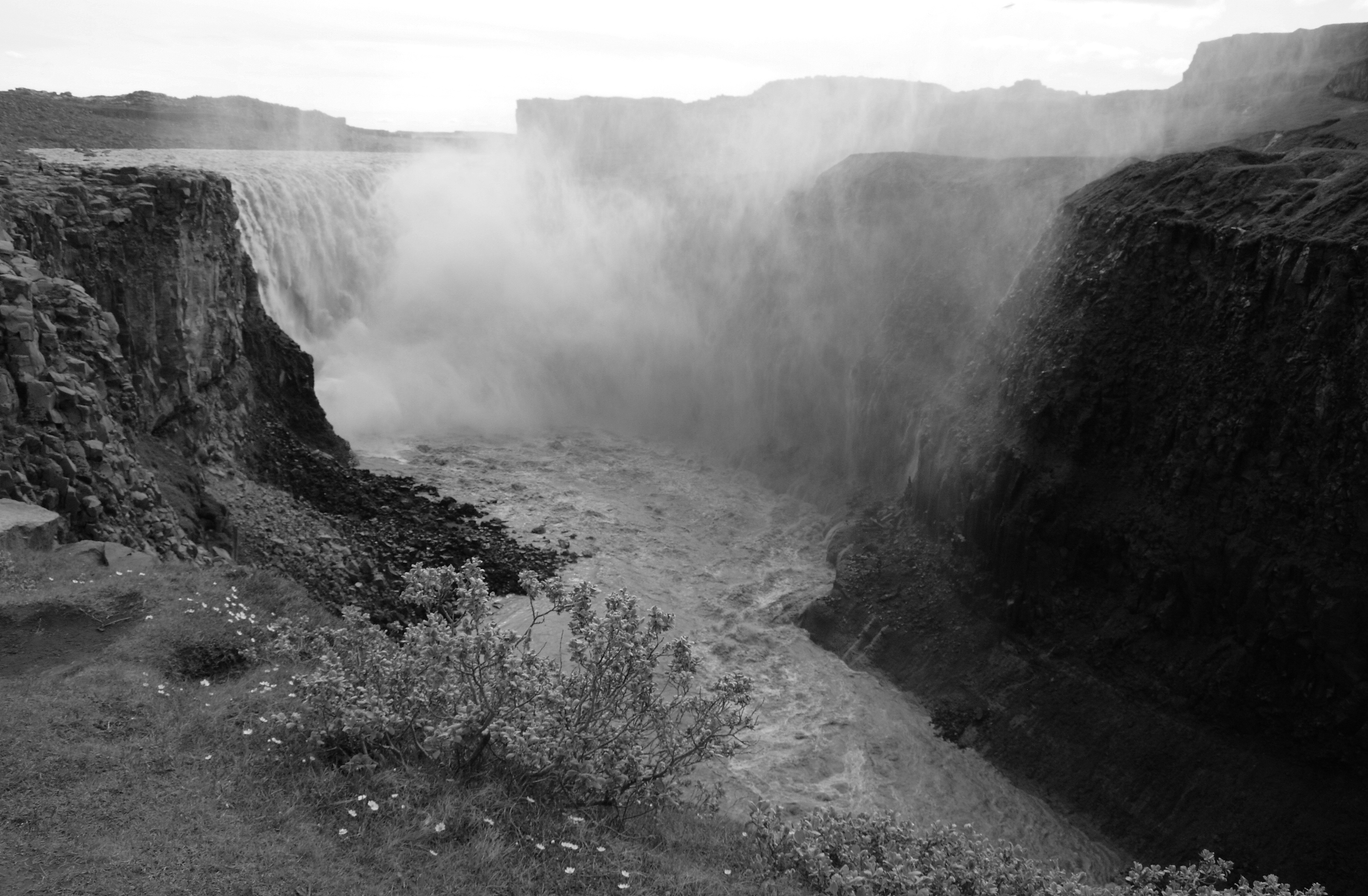
Dettifoss, Nordost-Island
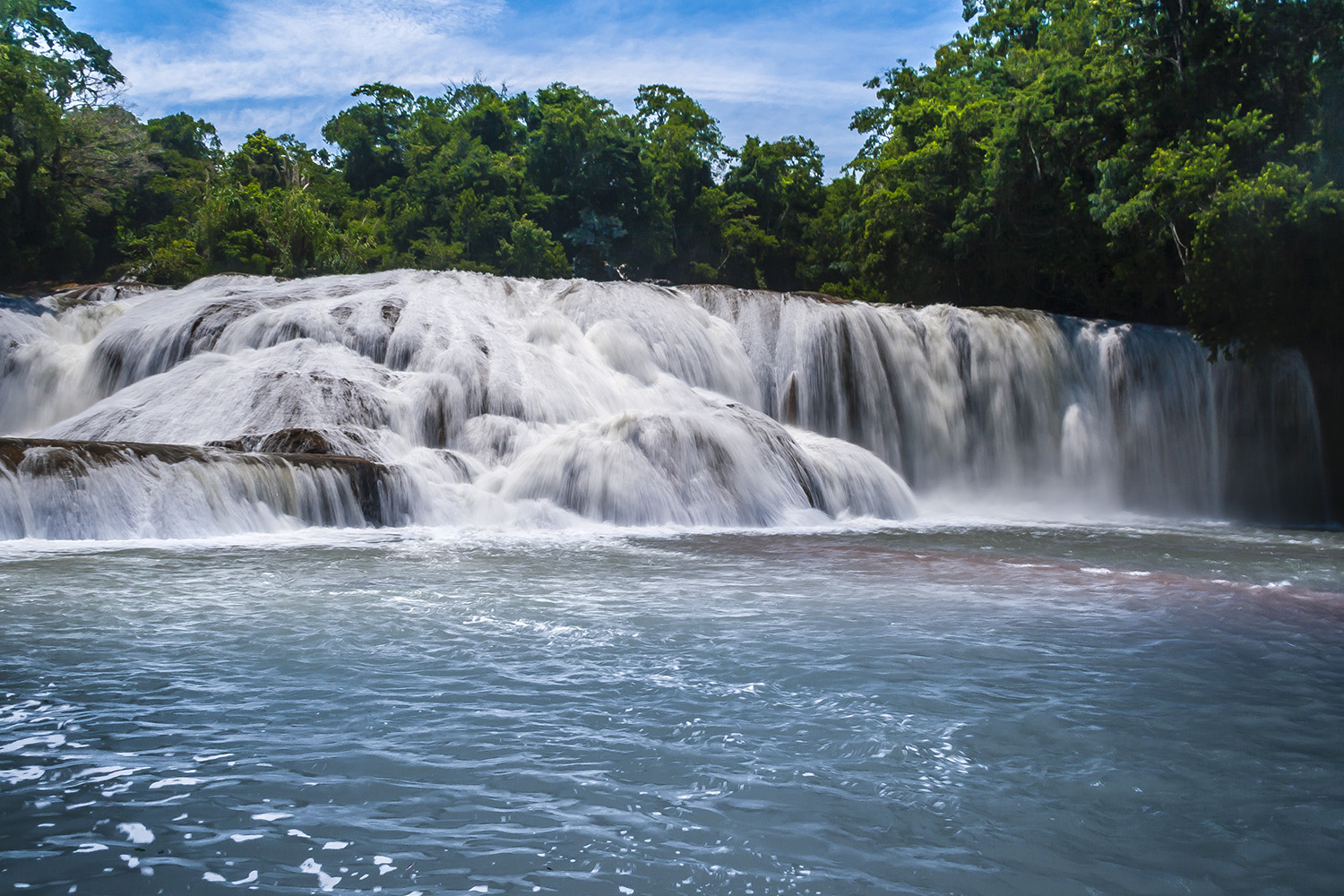
Agua Azul in Chiapas, Mexiko
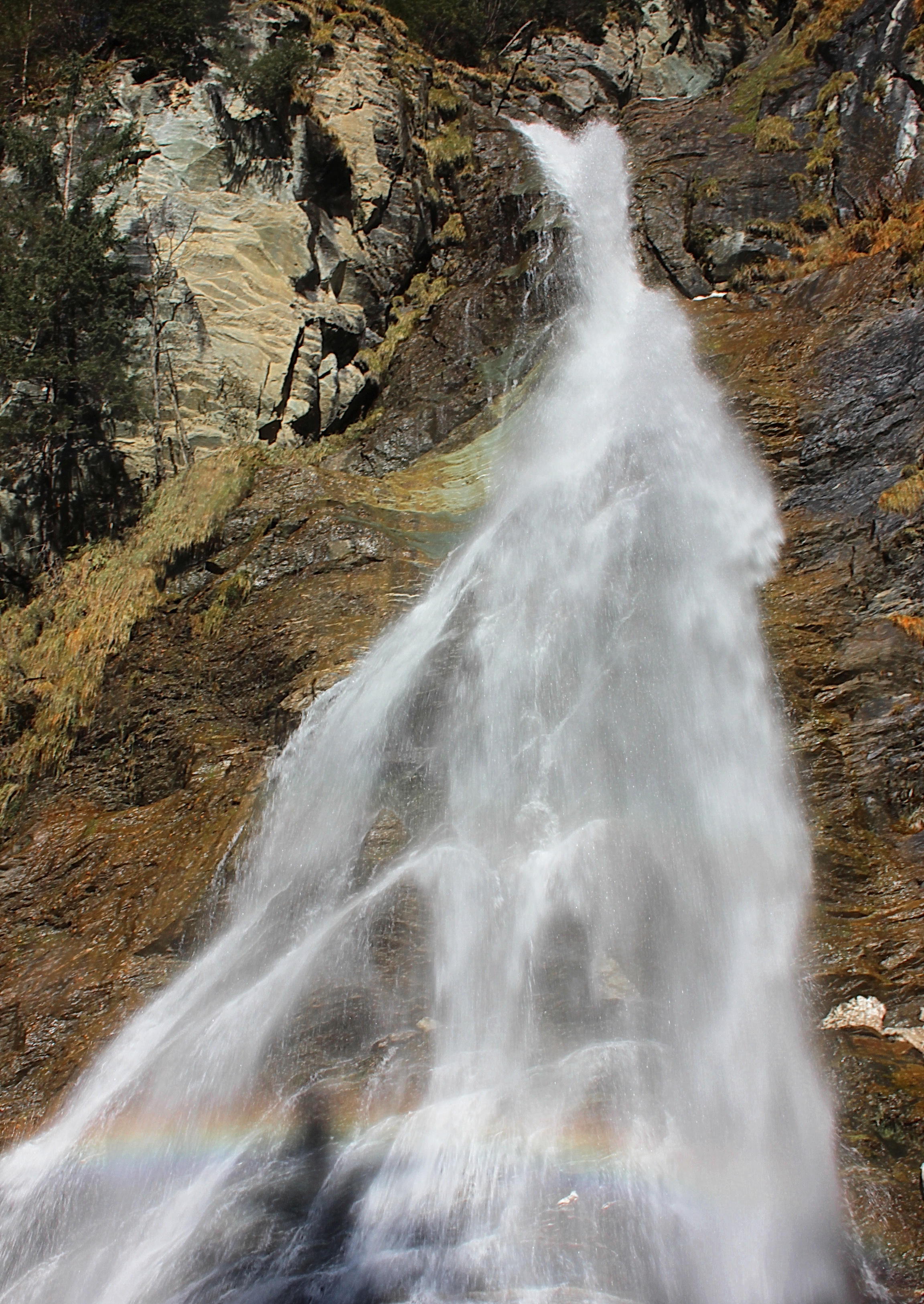
Kreealmwasserfall im Großarltal, Österreich